# هروتوویتسه
هروتوویتسه (به چکی: Hrotovice) یک منطقهٔ مسکونی و شهرستان دارای شهرک سابقاً روستا در جمهوری چک است که در منطقه تربیچ واقع شده‌است.
 هروتوویتسه  ۱٬۷۳۶ نفر جمعیت دارد.